# Zimnicea
Zimnicea is een stad (oraș) in het Roemeense district Teleorman. De stad telt 15.672 inwoners (2002).